# Thank U, Next
thank u, next ist das fünfte Studioalbum der US-amerikanischen Sängerin Ariana Grande. Es erschien am 8. Februar 2019.

## Hintergründe
thank u, next erschien nur ein halbes Jahr nach Grandes Vorgängeralbum sweetener. Dieses schlug eine neue Richtung in der Karriere der Sängerin ein, da sie sich auf ihm persönlicher präsentierte und vermehrt auch selbst als Autorin der von ihr gesungenen Lieder in Erscheinung trat. Durch den kommerziellen wie auch kritischen Erfolg des Werkes wurde die Musikerin zu einer der gefeiertsten Prominenten ihrer Generation. Dementsprechend gehörte das Nachfolgealbum thank u, next zu den meisterwarteten des Jahres 2019. Der Titelsong wurde bereits im Vorjahr veröffentlicht und von mehreren Musikmagazinen zu einem der besten Lieder aus 2018 gewählt. Besondere Aufmerksamkeit erhielt Grande zwischen den beiden Alben vor allem in Zusammenhang mit dem Tod ihres Ex-Freundes, dem Rapper und Sänger Mac Miller. Die Beziehung zu ihm und seinem Ableben wurde auch auf thank u, next verarbeitet.
Aus dem Album wurden vier Singles ausgekoppelt: thank u, next, imagine, 7 rings und break up with your girlfriend, i’m bored. Die erste und dritte Single erwiesen sich als internationale Megaseller, die in einigen Ländern, unter anderem den USA und dem Vereinigten Königreich, die Spitze der Charts erreichen konnten. Auch die vierte Single platzierte sich weltweit in mehreren Top-Ten-Listen und schoss in England und Neuseeland auf Platz 1. imagine ist die am Wenigsten erfolgreiche Auskopplung aus dem Werk, welche in den meisten Ländern zwar solide Positionen in den Hitparaden ergatterte, allerdings nur in den englischen Top Ten landete. Zusätzlich dazu waren alle 8 weiteren Songs des Albums in den USA moderate Charterfolge.
thank u, next ist das erste Album, auf welchem Ariana Grande als Autorin sämtlicher Titel agierte und welches sie ohne Gastsänger oder -rapper aufnahm.
Der Videoclip zu dem Song Thank U, Next lehnt sich an die Handlung der amerikanischen Filmkomödie Girls Club – Vorsicht bissig! aus dem Jahre 2004 an.

## Musik und Texte
Musikalisch handelt es sich bei thank u, next um ein klassisches Popalbum der 2010er Jahre, welches allerdings auch Elemente des Contemporary R&B einfließen lässt. Geprägt sind die auf dem Werk vorhandenen Lieder von eingängigen Refrains und sanften, warmen elektronischen Klanglandschaften, die vor allem mit aus dem Trapgenre bekannten 808s, rapiden Hi-Hats und Claps bzw. Snares unterlegt werden. Grande singt die Lieder zumeist mit heller, klarer Stimme, wobei sie ab und an auch ansatzweise zu rappen beginnt. Die Musikerin wechselt auf einigen Liedern außerdem in eine teilweise gehauchte Gesangsdarbietung.
Inhaltlich dreht sich das Album zu Teilen um Grandes Umgang mit Schicksalsschlägen in ihrem Leben. So wird auf dem Titellied thank u, next, welches von dem Einfluss, den Grandes Ex-Freunde auf sie hatten, handelt, dem verstorbenen Mac Miller gehuldigt. fake smile handelt davon, dass sie nicht länger für die Kameras und ihr Umfeld positive Gefühle heucheln will. Auf 7 rings thematisiert die Sängerin einen Kaufrausch mit therapeutischem Charakter, den sie mit ihren sechs besten Freundinnen vollzog. Die Sängerin stellt auf dem Album durchwegs eine stolze und selbstbewusste Einstellung zur Schau und macht deutlich, wie sie die Vergangenheit stärkte, und sie nun voranschreitet. Lieder wie bloodline und break up with your girlfriend, i’m bored beschäftigen sich dementsprechend mit rein sexuellen Erlebnissen ohne emotionale Bindungen, in denen Grande pures Vergnügen sucht.

## Covergestaltung
Das Albumcover zeigt Ariana Grande mit Pferdeschwanzfrisur mit geschlossenen Augenlidern und verschränkten Armen vor einem grauen Hintergrund liegend. Sie trägt ein schwarzes Shirt. Das Motiv ist kopfüber abgebildet. Umrandet wird es von einem dicken Rahmen, der auf der digitalen Version in Mauve und in der physischen Ausgabe in Schwarz gehalten ist. Zwischen Bild und Rahmen befindet sich fest aufgedruckt ein durchsichtiger Jugendschutz-Hinweis in der Optik eines leicht schief angebrachten Stickers. Weder Titel noch Interpret sind auf dem Frontcover zu finden.

## Titelliste
| Nr. | Titel                                    | Länge |
| --- | ---------------------------------------- | ----- |
| 1.  | imagine                                  | 3:32  |
| 2.  | needy                                    | 2:51  |
| 3.  | NASA                                     | 3:02  |
| 4.  | bloodline                                | 3:37  |
| 5.  | fake smile                               | 3:29  |
| 6.  | bad idea                                 | 4:27  |
| 7.  | make up                                  | 2:21  |
| 8.  | ghostin                                  | 4:31  |
| 9.  | in my head                               | 3:43  |
| 10. | 7 rings                                  | 2:59  |
| 11. | thank u, next                            | 3:27  |
| 12. | break up with your girlfriend, i’m bored | 3:10  |

## Kritiken
Vor allem im englischen Sprachraum wurde thank u, next von der Kritik sehr positiv rezipiert. Gelobt wurde insbesondere das Selbstbewusstsein, das die Sängerin auf dem Werk an den Tag legt, sowie die ausgesprochen gute Produktion. Die Musikerin würde beginnen, eine eigene Persönlichkeit und Ambitionen zu entwickeln, und trotz der schweren Ereignisse, die die Musik beeinflussten, nie vergessen, dass es sich um ein spaßiges Popalbum handelt.
Im deutschsprachigen Raum waren die Kritiken tendenziell gemischter, wobei jedoch auch die positiven Aspekte überwogen. Zwar wurde auch hier die lyrische Aufarbeitung der vergangenen Jahre ihres Lebens hervorgehoben, allerdings war man sich uneinig, ob Ariana Grande ein eigenständiges, unverwechselbares Image erzeugen konnte.
International wurde das Album im direkten Vergleich mit dem Vorgänger bewertet, und als Antwort auf den Terroranschlag in Manchester am 22. Mai 2017 sowie den Tod Mac Millers gesehen.

## Kommerzieller Erfolg

### Chartplatzierungen
thank u, next war weltweit ein großer kommerzieller Erfolg und konnte unter anderem in den USA, dem Vereinigten Königreich, Österreich, Belgien, Schweden, Norwegen, Dänemark, Australien und Neuseeland die Spitze der Charts erreichen. In Deutschland und der Schweiz erreichte es die Plätze 3 bzw. 2.
| ChartsChartplatzierungen       | Höchstplatzierung | Wochen |
| ------------------------------ | ----------------- | ------ |
| Deutschland (GfK)              | 3 (31 Wo.)        | 31     |
| Österreich (Ö3)                | 1 (36 Wo.)        | 36     |
| Schweiz (IFPI)                 | 2 (24 Wo.)        | 24     |
| Vereinigte Staaten (Billboard) | 1 (171 Wo.)       | 171    |
| Vereinigtes Königreich (OCC)   | 1 (92 Wo.)        | 92     |

| ChartsJahrescharts (2019)      | Platzierung |
| ------------------------------ | ----------- |
| Deutschland (GfK)              | 80          |
| Österreich (Ö3)                | 40          |
| Schweiz (IFPI)                 | 43          |
| Vereinigte Staaten (Billboard) | 2           |
| Vereinigtes Königreich (OCC)   | 7           |

| ChartsJahrescharts (2020)      | Platzierung |
| ------------------------------ | ----------- |
| Vereinigte Staaten (Billboard) | 57          |
| Vereinigtes Königreich (OCC)   | 74          |

| ChartsJahrescharts (2021)      | Platzierung |
| ------------------------------ | ----------- |
| Vereinigte Staaten (Billboard) | 92          |

### Auszeichnungen für Musikverkäufe
| Land/Region                  | Auszeichnungen für Musikverkäufe (Land/Region, Auszeichnung, Verkäufe) | Verkäufe  |
| ---------------------------- | ---------------------------------------------------------------------- | --------- |
| Australien (ARIA)            | Platin                                                                 | 70.000    |
| Belgien (BRMA)               | Gold                                                                   | 10.000    |
| Brasilien (PMB)              | Diamant                                                                | 160.000   |
| Dänemark (IFPI)              | 2× Platin                                                              | 40.000    |
| Deutschland (BVMI)           | Gold                                                                   | 100.000   |
| Finnland (IFPI)              | 2× Platin                                                              | 40.000    |
| Frankreich (SNEP)            | Platin                                                                 | 100.000   |
| Italien (FIMI)               | Platin                                                                 | 50.000    |
| Kanada (MC)                  | 4× Platin                                                              | 320.000   |
| Mexiko (AMPROFON)            | Platin                                                                 | 60.000    |
| Neuseeland (RMNZ)            | 3× Platin                                                              | 45.000    |
| Norwegen (IFPI)              | 4× Platin                                                              | 80.000    |
| Österreich (IFPI)            | Platin                                                                 | 15.000    |
| Polen (ZPAV)                 | 4× Platin                                                              | 80.000    |
| Portugal (AFP)               | Gold                                                                   | 3.500     |
| Schweden (IFPI)              | Platin                                                                 | 30.000    |
| Schweiz (IFPI)               | 4× Platin                                                              | 80.000    |
| Singapur (RIAS)              | 2× Platin                                                              | 20.000    |
| Spanien (Promusicae)         | Gold                                                                   | 20.000    |
| Vereinigte Staaten (RIAA)    | 2× Platin                                                              | 2.000.000 |
| Vereinigtes Königreich (BPI) | Platin                                                                 | 494.000   |
| Insgesamt                    | 4× Gold · 34× Platin · 1× Diamant ·                                    | 3.817.500 |

Hauptartikel: Ariana Grande/Auszeichnungen für Musikverkäufe